# Ishikawajima do Brasil Estaleiros
Ishikawajima do Brasil Estaleiros S/A (ISHIBRAS) foi um estaleiro brasileiro, instalado na Ponta do Caju cidade do Rio de Janeiro.
A empresa pertenceu a multinacional japonesa Ishikawajima-Harima Heavy Industries (IHI Corporation), e se instalou no Brasil no final da década de 1950, sendo vendida ao consórcio Emaq-Verolme em 1994.

## Produção
A filial brasileira além dos navios construídos, também construiu gruas para embarcações e guindastes para cais e pátios de carga, além de escavadeiras elétricas sobre esteiras utilizadas na área de mineração.

## Navios
Esta é uma relação parcial dos navios construídos pelo estaleiro Ishikawajim no Brasil:
- N/M Itaquicé (IMO 6919629) 1970 casco 32, Companhia de Navegação Lloyd Brasileiro[3]
- N/M Itanagé (IMO 6927951) 1970 casco 33, Companhia de Navegação Lloyd Brasileiro[3]
- N/M Itaité  (IMO 7005956) 1971 casco 34, Companhia de Navegação Lloyd Brasileiro[3]
- N/M Itaimbé  (IMO 7016541) 1971 casco 35, Companhia de Navegação Lloyd Brasileiro[3]
- N/M Itapé  (IMO 7043355) 1971 casco 36, Companhia de Navegação Lloyd Brasileiro[3]
- N/M Itapagé  (IMO 7052222) 1972 casco 37, Companhia de Navegação Lloyd Brasileiro[3]
- N/M Itaquatiá  (IMO 7118507) 1972 casco 38, Companhia de Navegação Lloyd Brasileiro[3]
- Docecoral 1976, Docenave[4]
- Doceduna 1977, Docenave[4]
- N/M Itagiba  (IMO 7208211) 1972 casco 39, Companhia de Navegação Lloyd Brasileiro[3]
- Jurupema 1977, Transpetro navio de apoio [5]
- O/O Jacuí  (IMO 7508257) 1978, Transpetro
- N/T Diva 1980, Transpetro[5]
- N/T Dilya 1980, Transpetro[5]
- N/T Maísa 1980, Transpetro[5]
- N/T Nilza 1981, (IMO 7801726) Transpetro[5]
- N/T Marta 1981, Transpetro[5]
- N/T Neusa 1983, Transpetro[5]
- N/T Norma 1982, Transpetro[5]
- N/T Nara 1982, Transpetro[5]
- N/T Bicas 1985, Transpetro [5]
- N/T Brotas 1985, Transpetro[5]
- NaApLog Atlântico Sul (G-40) 1985, Companhia de Navegação Lloyd Brasileiro Marinha do Brasil navio porta-container[6]
- Docefjord 1987, Docenave[4]
- Tijuca 1987, Docenave[4]
- N/T Bagé, Transpetro[5]
- N/T Piquete 1989, Transpetro[5]
- N/T Pirajuí 1990, Transpetro[5]
- N/T Piraís 1990, Transpetro[5]